# Lijst van wapens van voormalige Drentse gemeenten
Dit artikel bevat een lijst van wapens van voormalige Drentse gemeenten. De lijst is alfabetisch gesorteerd.

## A

Wapen van Anloo (1932-1967)
Wapen van Anloo (1967-1997)

## B

Wapen van Beilen (1934-1997)
Wapen van Borger (1950-1997)

## C

Wapen van Coevorden (1819-1968)
Wapen van Coevorden (1968-2000)

## D

Wapen van Dalen (1932-1997)
Wapen van Diever (1946-1997)
Wapen van Dwingeloo (1898-1963)
Wapen van Dwingeloo (1963-1985)
Wapen van Dwingeloo (1985-1997)

## E

Wapen van Eelde (1932-1997)

## G

Wapen van Gasselte (1932-1965)
Wapen van Gasselte (1965-1997)
Wapen van Gieten (1941-1997)

## H

Wapen van Havelte (1941-1953)
Wapen van Havelte (1953-1997)

## M

Wapen van Meppel (1819-1955)
Wapen van Meppel (1955-1998)

## N

Wapen van Nijeveen (1946-1997)
Wapen van Norg (1948-1968)
Wapen van Norg (1968-1997)

## O

Wapen van Odoorn (1941-1972)
Wapen van Odoorn (1972-1997)
Wapen van Oosterhesselen (1929-1997)

## P

Wapen van Peize (1917-1949)
Wapen van Peize (1949-1997)

## R

Wapen van Roden (1929-1997)
Wapen van Rolde (1922-1950)
Wapen van Rolde (1950-1997)
Wapen van Ruinen (1940-1997)
Wapen van Ruinerwold (1940-1997)

## S

Wapen van Schoonebeek (1930-1997)
Wapen van Sleen (1929-1997)
Wapen van Smilde (1948-1997)

## V

Wapen van Vledder (1940-1997)
Wapen van Vries (1931-1997)

## W

Wapen van Westerbork (1948-1998)
Wapen van De Wijk (1937-1997)

## Z

Wapen van Zuidlaren (1947-1999)
Wapen van Zuidwolde (1937-1997)
Wapen van Zweeloo (1938-1997)